# Pericoma nigricauda
Pericoma nigricauda är en tvåvingeart som först beskrevs av Tonnoir 1919.  Pericoma nigricauda ingår i släktet Pericoma och familjen fjärilsmyggor. Inga underarter finns listade i Catalogue of Life.